# Cadre-47/1-Weltmeisterschaft 1977

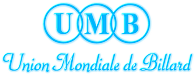
Logo UMB (ausrichtender Verband)

Veranstaltungsort: Groenlo

Die Cadre-47/1-Weltmeisterschaft 1977 war die vierte Cadre 47/1 UMB-Weltmeisterschaft, die bis 1938 im Cadre 45/1 ausgetragen wurde. Das Turnier fand vom 24. bis zum 27. März 1977 in Groenlo in der niederländischen Provinz Gelderland statt. Es war die dritte Cadre 47/1 bzw. 45/1 Weltmeisterschaft in den Niederlanden.

## Geschichte
Noch nie verpasste der Berliner Dieter Müller so knapp den Gewinn einer Weltmeisterschaft. Die entscheidende Partie gegen den Belgier Ludo Dielis hätte er eigentlich gewinnen können und sich damit den Titel sichern. Müller führte mit 261:201 und Dielis musste bei 15 erzielten Punkten Müller wieder an den Billardtisch lassen bei einer günstigen Stellung für Müller. Bei noch fehlenden 39 Punkten schien die Partie gelaufen. Doch Müller zeigte Nerven und stieg bereits bei zwei Punkten aus. Dielis nutzte die gute hinterlassene Position und beendete die Partie mit 84 Punkten. Da Müller noch den Nachstoß hatte würde ein Unentschieden für die Tabellenführung reichen, da Dielis die Partie gegen José Gálvez Unentschieden gespielt hatte. Der Nachstoß gelang und Müller vereinigte die Bälle in eine gute Stellung. Bis zum 295 Punkt lief alles glatt. Dann musste er einen Ball aus dem Cadrefeld spielen. Den spielte er ein bisschen zu fest und die Stellung war schwerer aber gut lösbar. Den folgenden Rückläufer überzog er um einen Hauch und musste sich geschlagen geben. Da Dielis und Müller ihre beiden letzten Partien sicher gewannen, wurde Dielis zum ersten Mal Weltmeister im Cadre 45/1. Das Turnier in Groenlo wurde zum 700-jährigen Geburtstag der Stadt ausgerichtet und war ein sehr großer Erfolg für den Billardsport. An allen Tagen war die Halle mit 1.200 Zuschauern ausverkauft. Franz Stenzel stellte zwei neue österreichische Rekorde im besten Einzeldurchschnitt (BED) und in der Höchstserie (HS) auf.

## Turniermodus
Es wurde eine Finalrunde im Round Robin System bis 300 Punkte gespielt. Bei MP-Gleichstand wird in folgender Reihenfolge gewertet:
1. MP = Matchpunkte
2. GD = Generaldurchschnitt
3. HS = Höchstserie

## Abschlusstabelle
| MP    | Match Points (Sieger = 2; Unentschieden = 1; Verlierer = 0) |
| Pkte. | Erzielte Karambolagen                                       |
| Aufn. | Benötigte Versuche                                          |
| GD    | Generaldurchschnitt                                         |
| BED   | Bester Einzeldurchschnitt eines Spielers                    |
| HS    | Höchstserie                                                 |
|       | Bester GD des Turniers                                      |
|       | Bester ED des Turniers                                      |
|       | Beste HS des Turniers                                       |
|       | 1. Platz (Gold)                                             |
|       | 2. Platz (Silber)                                           |
|       | 3. Platz (Bronze)                                           |

| Platz                      | Name              | MP   | Pkte. | Aufn. | GD    | BED    | HS  |
| -------------------------- | ----------------- | ---- | ----- | ----- | ----- | ------ | --- |
| 1                          | Ludo Dielis       | 13:1 | 2100  | 59    | 35,59 | 100,00 | 272 |
| 2                          | Dieter Müller     | 12:2 | 2096  | 72    | 29,11 | 50,00  | 159 |
| 3                          | Hans Vultink      | 10:4 | 1692  | 71    | 23,83 | 50,00  | 178 |
| 4                          | José Gálvez       | 7:7  | 1640  | 71    | 23,09 | 50,00  | 104 |
| 5                          | Jean Bessems      | 6:8  | 1402  | 90    | 15,57 | 37,50  | 161 |
| 6                          | Franz Stenzel     | 4:10 | 1514  | 63    | 24,03 | 150,00 | 269 |
| 7                          | Roland Dufetelle  | 4:10 | 1594  | 73    | 21,83 | 37,50  | 141 |
| 8                          | Mikihiko Kanayama | 0:14 | 633   | 73    | 8,67  | –      | 57  |
| Turnierdurchschnitt: 22,15 |                   |      |       |       |       |        |     |